# オリンパス μ-mini DIGITAL S
オリンパス μ-mini DIGITAL Sとは、オリンパス光学工業のデジタルスチルカメラ、μシリーズの一機種である。
コンパクトサイズで防水設計になっている。対応メディアはxDピクチャーカード。

## 仕様
- 形式 ： デジタルカメラ
- 記録方式（静止画） ： JPEG（DCF準拠）、Exif 2.2対応、DPOF対応、PRINT Image Matching Ⅱ対応
- 記録方式（動画） ： QuickTime Motion JPEG 準拠
- 記録媒体 ： xDピクチャーカード（16MB-2GB）
- 有効画素数 ： 500万画素
- 最大画像サイズ ： 2560×1920（px）
- 本体重量 ：115g